# St. Ulrich (Oberumbach)

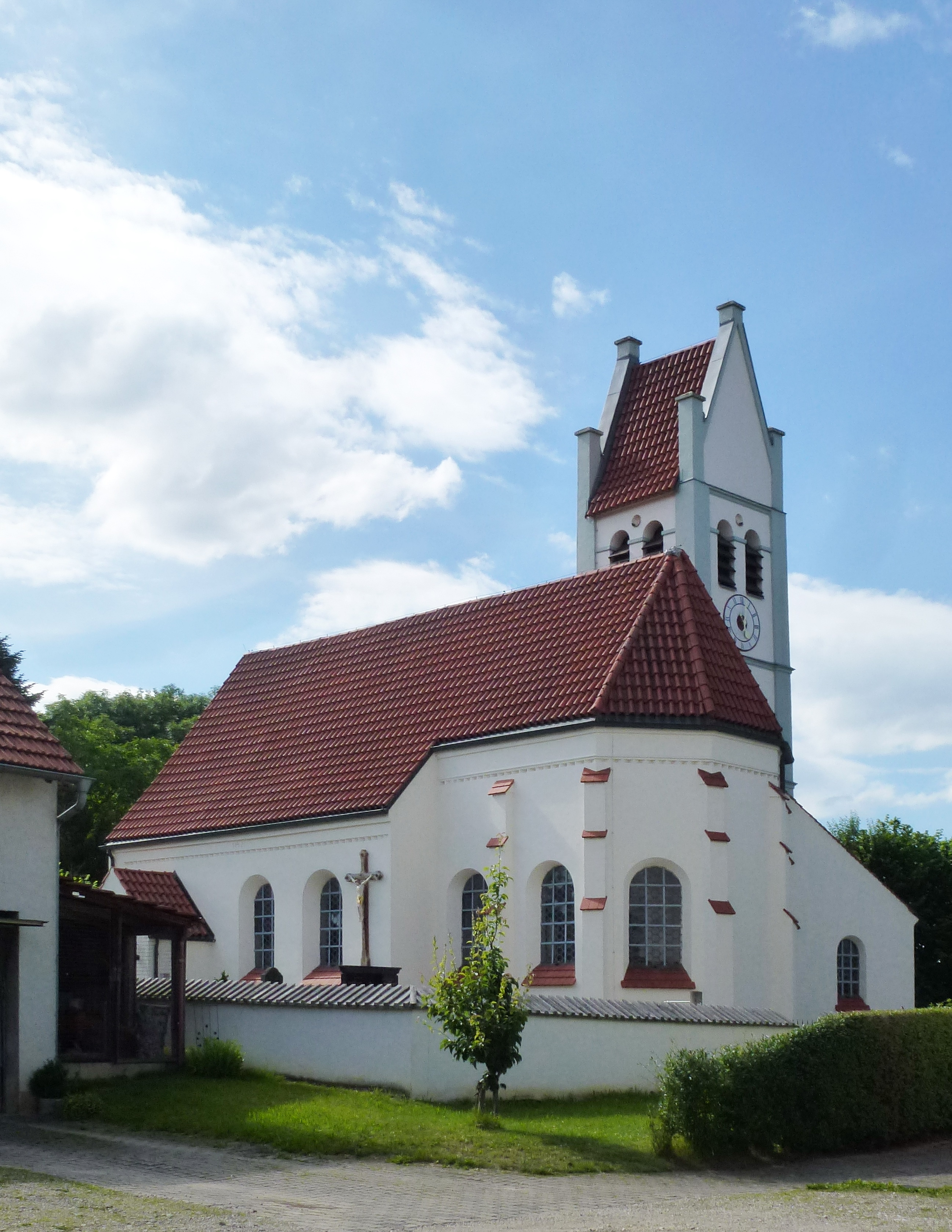
St. Ulrich in Oberumbach

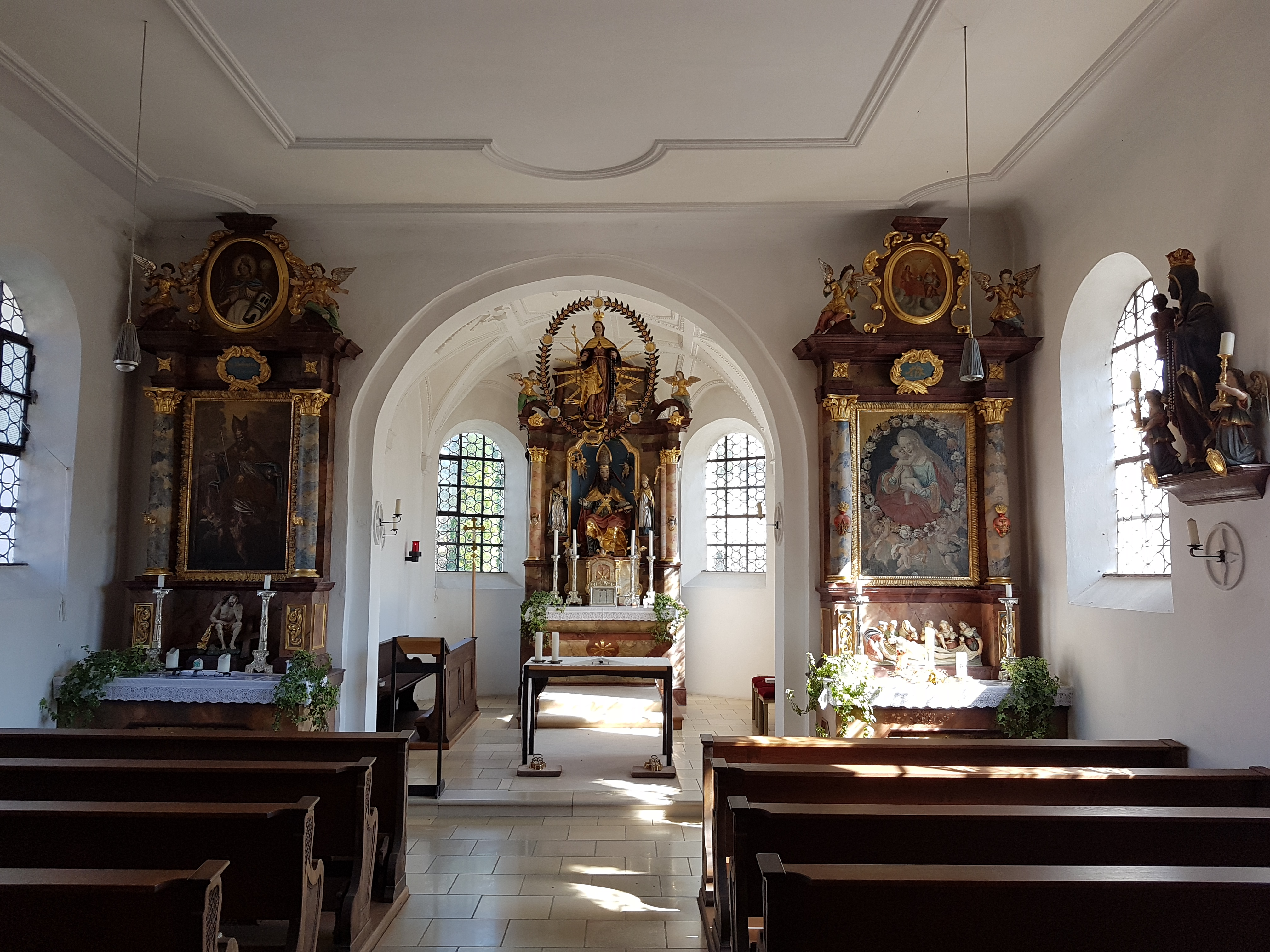
Innenraum

Die römisch-katholische Kirche St. Ulrich steht in Oberumbach, einem Gemeindeteil von Pfaffenhofen an der Glonn im oberbayerischen Landkreis Dachau. Sie ist in der Liste der Baudenkmäler in Pfaffenhofen an der Glonn unter der Nr. D-1-74-137-12 eingetragen. Die Kirche ist eine Filialkirche der Pfarrei St. Michael Pfaffenhofen an der Glonn im Pfarrverband Odelzhausen des Dekanats Dachau im Erzbistum München und Freising.

## Geschichte
Das Kirchdorf Oberumbach wurde 814 als Ominpach erstmals urkundlich erwähnt. Von einer Kirche ist erstmals in der Konradinischen Matrikel von 1315 die Rede, unter der Bezeichnung Umbach als Filialkirche (mit Friedhof) von Sulzemoos. 1906 wechselte die Filialkirche Oberumbach die Pfarrei zu Pfaffenhofen an der Glonn. Inzwischen sind Sulzemoos und Oberumbach wieder im Pfarrverband Odelzhausen vereint. 

## Beschreibung
Die gotische Saalkirche wurde im Kern 1480 errichtet und 1666 barock umgestaltet. Sie besteht aus dem Langhaus, dem eingezogenen, von Strebepfeilern gestützten Chor mit Fünfachtelschluss im Osten, dem 20 Meter hohen Chorflankenturm an der Nordwand des Chors und der Sakristei in der Nordostecke von Chor und Turm. Das oberste Geschoss des Turms enthält die Turmuhr und den Glockenstuhl mit zwei Glocken aus den Jahren 1853 und 1949. Seine das Satteldach begrenzenden Giebel sind mit Zinnen verziert. Ein Vorbau an der Südwand des Langhauses führt zum Portal.
Der Innenraum des Langhauses ist mit einer Flachdecke überspannt.
Zentrales Bild des Hochaltars ist eine holzgeschnitzte sitzende Figur des Kirchenpatrons St. Ulrich aus dem frühen 17. Jahrhundert mit Mitra und Bischofsstab. Von 923 bis 973 war der Heilige Bischof von Augsburg. In der linken Hand hält er in der Darstellung auf dem Altar ein Buch und darauf einen Fisch. Der Legende nach hatte Ulrich an einem Freitag einem Boten ein Stück Braten zum Essen unterwegs mitgegeben. Der Bote wollte daraufhin seinem Herrn einen Verstoß des Bischofs gegen das Freitagsgebot beweisen, doch das Stück Fleisch hatte sich in einen Fisch verwandelt.
Begleitet wird die Statue Ulrichs von kleineren Figuren des heiligen Leonhard und eines unbekannten heiligen Bischofs. Im Altarauszug sind Gottvater und der Heilige Geist in Gestalt der Taube in einem Strahlenkranz dargestellt. Vor dem Hochaltar im Chorbogen ist scheinbar schwebend eine Rosenkranzmadonna angebracht.
Als eine besondere Art der Darstellung in der Kirche St. Ulrich gilt ein in Holz geschnitztes Relief der Beweinung Christi, einer Gruppe, die nach der Abnahme Jesu vom Kreuz um ihn trauert.